# میتسورو ناگاتا
میتسورو ناگاتا (به انگلیسی: Mitsuru Nagata) بازیکن فوتبال اهل ژاپن و عضو تیم ملی فوتبال ژاپن است که در تاریخ ۰۷ سپتامبر ۲۰۱۰ میلادی اولین بازی ملی‌اش را انجام داد. او در ۲ بازی ملی حضور داشت و آخرین بازی ملی خود را در تاریخ ۲۱ ژانویه ۲۰۱۱ میلادی انجام داد. میتسورو ناگاتا در بازی‌های ملی‌اش
گلی به ثمر نرساند.